# Myrmarachne lulengensis
Myrmarachne lulengensis este o specie de păianjeni din genul Myrmarachne, familia Salticidae, descrisă de Roewer, 1965. Conform Catalogue of Life specia Myrmarachne lulengensis nu are subspecii cunoscute.